# Adelopomorpha
Adelopomorpha glabra es una  especie de coleóptero adéfago de la familia Carabidae y el único miembro del género monotípico Adelopomorpha.